# Committee for a Constructive Tomorrow
Het Committee for a Constructive Tomorrow (CFACT) is een Amerikaanse niet-gouvernementele organisatie opgericht in Washington in 1985 die zich ten doelt stelt vrijemarktoplossingen te zoeken voor milieuproblemen. Directeur Craig Rucker verklaarde dat de mens niet bedreigd wordt door "het door menselijk toedoen veroorzaakte broeikaseffect maar door menselijke massahysterie".
In 2004 werd CFACT Europe opgericht.

## Adviescommissie
De adviescommissie bestaat uit een verzameling voornamelijk Amerikaanse hoogleraren, onder wie de Nederlander Harry Priem, emeritus hoogleraar isotopengeofysica en planetaire geologie aan de Universiteit Utrecht. 
Hans Labohm zetelt in de raad van CFACT Europe.

## Financiering
Volgens CFACT zelf haalt de organisatie haar inkomsten vooral uit particuliere schenkingen. 
Daarenboven werd CFACT gefinancierd door onder meer ExxonMobil en de Carthage Foundation. Van 1998 tot en met 2007 zou de organisatie in totaal 582.000 dollar ontvangen hebben van ExxonMobil.

## Standpunten rond milieu
CFACT is lid van de Cooler Heads Coalition, die zich ten doel stelt de "mythen rond klimaatverandering door te prikken door middel van deugdelijke wetenschap en analyse".
CFACT verdedigt duurzame olie-exploratie en bekritiseert het Verdrag van Kyoto.
Directeur Rucker verklaarde dat "het overduidelijk is dat de verdedigers van de klimaatveranderingstheorie met de wetenschap hebben geknoeid om de resultaten naar hun hand te zetten" en dat ieder akkoord om de uitstoot van CO2 te verminderen "vergeefse moeite" zou zijn. CFACT organiseerde daarom een petitie op AllPainNoGain.org en deed een oproep aan iedereen die deze mening deelt de petitie te ondertekenen.
Tijdens de klimaatconferentie van Kopenhagen in 2009 organiseerde CFACT de tegenconferentie Copenhagen Climate Challenge.